# رومانورو
رومانورو (به ایتالیایی: Romanoro) یک منطقهٔ مسکونی در ایتالیا است که در فراسینورو واقع شده‌است. رومانورو ۱۴ کیلومتر مربع مساحت و ۵۴ نفر جمعیت دارد و ۷۰۰ متر بالاتر از سطح دریا واقع شده‌است.